# Caridina hanshanensis
Caridina hanshanensis is een garnalensoort uit de familie van de Atyidae. De wetenschappelijke naam van de soort is voor het eerst geldig gepubliceerd in 1990 door Tan.